# アレグザンダー・ウェッダーバーン (初代ロスリン伯爵)

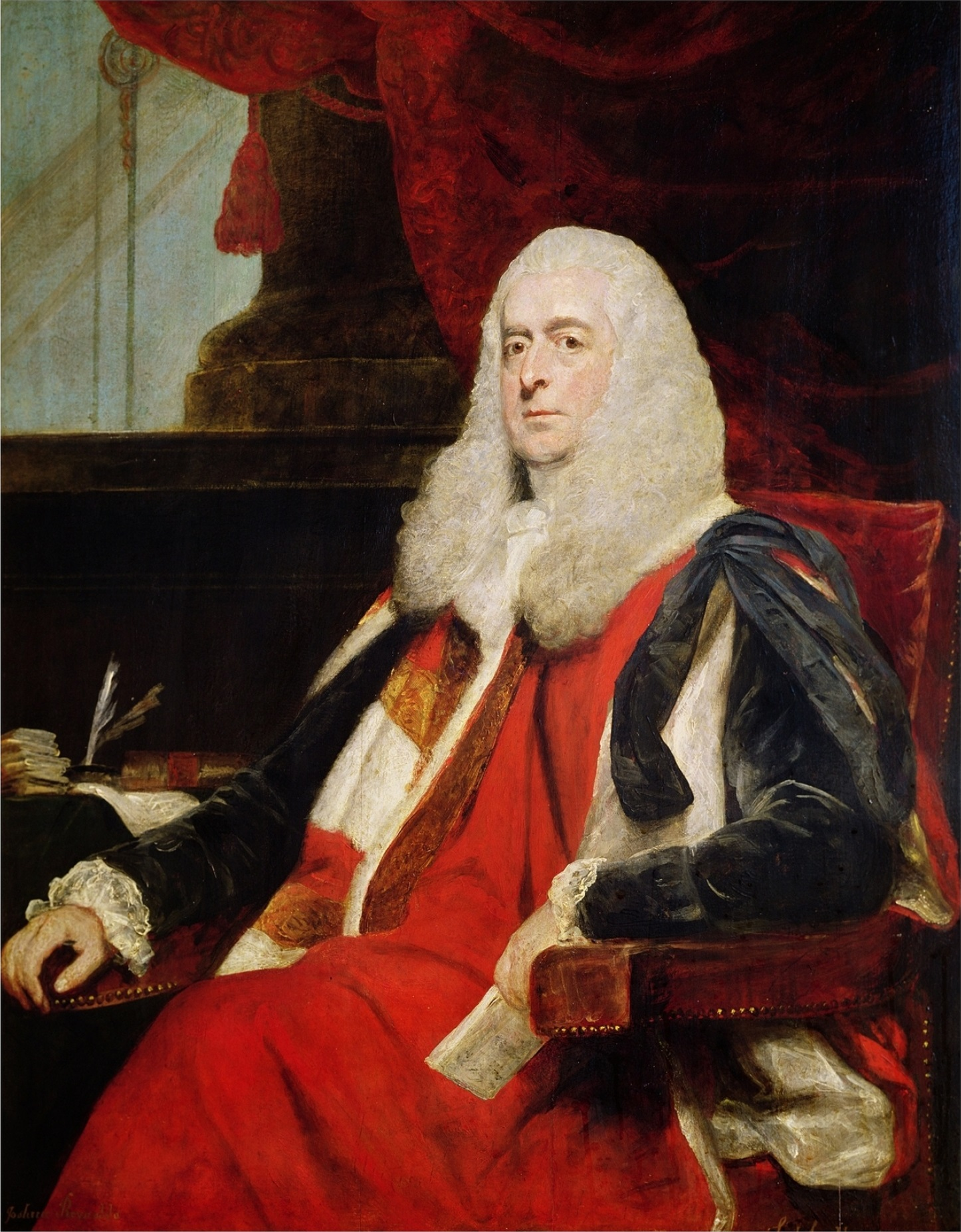
ジョシュア・レノルズによる肖像画、1785年。

初代ロスリン伯爵アレグザンダー・ウェッダーバーン（Alexander Wedderburn, 1st Earl of Rosslyn PC KC FRS FSA、1733年2月15日 – 1805年1月2日）は、イギリスの裁判官、政治家、貴族。スコットランドの弁護士から法制の異なるイングランドの弁護士に転身し、法務次官、法務長官、庶民間訴訟裁判所主席裁判官へと昇進を繰り返し、最後は国務大官である大法官に上り詰めた。しかしその過程で盟友を裏切ることも多く、同時代の政界からの評価は低かった。

## 生涯

### 出生
裁判官ピーター・ウェッダーバーンと妻ジャネット（Janet、デイヴィッド・オグルヴィの娘）の息子として、1733年2月13日にエディンバラで生まれた。父が裁判官だったほか、高祖父ピーター・ウェッダーバーンも裁判官だった。弟デイヴィッドは陸軍大佐になり、1773年にインドで戦死した。

### スコットランドの弁護士
ダルキースの学校に通った後、1746年3月18日にエディンバラ大学に入学した。エディンバラ大学で学位を修得しなかったが、歴史学者のウィリアム・ロバートソン教授、当時弁護士協会の図書館長を務めていた哲学者デイヴィッド・ヒューム、生涯にわたる友人となった経済学者アダム・スミスと知り合った。1753年5月8日にインナー・テンプルに入学し、以降毎年のようにロンドンを訪れたが、このときはスコットランドの弁護士を目指し、1754年6月29日にスコットランドにおける法廷弁護士の登録を受けた。ウェッダーバーンはすぐに弁護士として頭角を現し、わずか21歳でスコットランド教会総会の長老職に就任、デイヴィッド・ヒュームが教会に非難されたときに彼を擁護した。このとき、教会総会ではヒュームを異端として非難すべきかが弁論され、ウェッダーバーンやロバートソンはヒュームがスコットランド国教会を離脱したため教会総会に彼を処罰する権限がないと主張し、総会がその主張を受け入れた。
ジョン・ヒューム牧師が悲劇『ダグラス』を著し、それが公演されると、ウェッダーバーンは職を失いそうになったヒュームを弁護した。教会総会ではスコットランド国教会の聖職者に『ダグラス』の観劇を禁止することが討議され、ウェッダーバーンは反対したが、結局禁止が決定された。
エディンバラの知識人の間で結成されたセレクト・ソサエティの最年少メンバーであり、1756年に『エディンバラ・レビュー』誌の編集者を務めた。
1756年8月11日に父が死去して、エディンバラを去る意欲を強めたが、最終的にイングランドに渡ることを決定づけた出来事は劇的だった。1757年8月、スコットランド民事控訴院で審議された事件において、ウェッダーバーンはジャコバイトのアレグザンダー・ロックハートを相手に勝訴した。このとき、ウェッダーバーンはスコットランド法曹界とスコットランド全体に対する焦燥感を言葉にして、ロックハートと裁判長のグレンドイック卿を攻撃し、ほかの裁判官から撤回と謝罪を求められた。ウェッダーバーンはその場で法服を脱いで、今後再度着ることはないとして裁判官の前に法服を置き、一礼して裁判所から退出した。そして、その夜のうちに出発してロンドンに向かい、イングランドの法曹界に入ることにした。

### イングランドの弁護士
ウェッダーバーンはロンドンのインナー・テンプルで法律を勉強する傍ら、俳優トマス・シェリダンとジェームズ・クィンから発声法のレッスンを受け、スコットランド訛りを直した。そして、ロンドンに着いてわずか3か月後の1757年11月25日にイングランドでの弁護士資格免許を取得した。
イングランドの弁護士になった後、しばらくは弁護士業がふるわなかったが、同じスコットランド出身の第3代ビュート伯爵ジョン・ステュアートの親しい友人になった。そして、1760年に国王ジョージ2世が死去して、ジョージ3世が即位すると、権力を手にしたビュート伯爵はウェッダーバーンを後援した。また1761年5月にウェッダーバーンの姉妹ジャネットがビュート伯爵の後援する第5代準男爵サー・ヘンリー・アースキン（『英国議会史』で「寵臣の寵臣」と形容された）と結婚したことも追い風だった。

### 庶民院議員
ビュート伯爵の後援を受けたウェッダーバーンは1761年12月にエア・バラ選挙区の補欠選挙で庶民院議員に当選した。この選挙区では5つのバラがそれぞれ1票を持ち、そのうちビュート伯爵が1票、エグリントン伯爵が1票、アーガイル公爵が2票を掌握し、エアは特定の後援者に支配されないとされたもののラウドン伯爵が影響力を有した。3票で多数を掌握できるため、アーガイル公爵は1759年と1760年にラウドン伯爵と手を組んでエアの地方選挙に介入、選挙区を掌握したように見えた（エグリントン伯爵はビュート伯爵を支持したが、2人は2票しか掌握できなかった）。しかしジョージ3世の即位に伴いビュート伯爵が宮廷で重用されると、アーガイル公爵はビュート伯爵との妥協を選び、1761年イギリス総選挙でビュート伯爵はアーガイル公爵の選ぶ候補であるフレデリック・キャンベル卿を支持して当選させた。キャンベルが兄の失職に伴う補欠選挙に出馬したため、エア・バラ選挙区でも補欠選挙が行われることになり、ウェッダーバーンはこの補欠選挙で当選した。
1763年に勅選弁護士に選出され、同年2月にリンカーン法曹院の評議員に選出された。その後、北部巡回裁判所で弁護士業を行うようになったが、予想した弁護士業での成功を得られず、やがて主にロンドンの大法官府裁判所で活動するようになり、ダグラス訴訟事件にも関わった。
庶民院においてはビュート伯爵内閣とグレンヴィル内閣を支持し、1765年7月にグレンヴィル内閣が倒れると首相ジョージ・グレンヴィルとともに野党に転じ、続く第1次ロッキンガム侯爵内閣とチャタム伯爵内閣に対して野党の立場だった。ウェッダーバーンは頻繁に演説し、1761年から1765年までの間に15回の演説が記録されたが、その内容については短い引用の形でしか記録されていない。演説者としてはロッキンガム侯爵内閣期に頭角を現し、1766年1月に内閣を「大ピットに卑屈」と批判し、2月に1765年印紙法の廃止に反対して、チャタム伯爵内閣期にも1766年11月にイギリス東インド会社への調査をめぐりグレンヴィルを支持する演説をして、政治家のマーチ伯爵ウィリアム・ダグラスとトマス・ウェートリーがそれぞれ手紙でウェッダーバーンを賞賛した。この時期にもビュート伯爵と良好な関係を維持したほか、初代準男爵サー・ローレンス・ダンダスと親しくなり、1767年7月にロバート・クライヴが帰国した後はクライヴの法律顧問になった。『英国議会史』はウェッダーバーンの友人が「すばらしい面々」と評し、1767年7月にはウェッダーバーンがビュート伯爵に対し「次期総選挙で議席を与える複数の打診を受けた」と述べるほどだった。最終的にはダンダスの打診が受け入れられ、ウェッダーバーンは1768年イギリス総選挙でダンダスが2議席ともに掌握したリッチモンド選挙区から出馬して、無投票で当選した。
1768年の総選挙でジョン・ウィルクスのミドルセックス選挙事件が起こった。このとき、グレンヴィルは野党の立場からウィルクスの議会追放に反対したが、後援者ダンダスは内閣を強く支持しており、その支持による叙爵も視野に入れていたため、ウェッダーバーンは1769年2月3日の採決で賛成に回り、弁論では立場を明かすことを避けた。この軛はグレンヴィルとクライヴの助力で外されることとなった。ウェッダーバーンが採決で野党に回った場合、ダンダスから議員辞任を要求されることが予想されたが、クライヴはその場合にウェッダーバーンに議席を与えることを約束したのである。こうして土台を固めたウェッダーバーンは1769年5月8日でミドルセックスからのラットレル（ウィルクスの対立候補）当選反対請願に対し発言した。ウェッダーバーンは事件を政治の面から検討せず、判例について長々と述べただけだったため、『英国議会史』はウェッダーバーンが「熱心に（ウィルクス当選を）支持したわけではない」と評したが、演説の効果は十分だった。すなわち、ダンダスから予想通りの非難を受けたウェッダーバーンは翌日にチルターン・ハンドレッズ執事に任命される形で議員を辞任、1770年1月にクライヴの懐中選挙区であるビショップス・キャッスル選挙区の補欠選挙に当選して議員に返り咲いた。クライヴの約束を知らなかった人々にとって、ウェッダーバーンは自身の主張を貫いた殉難者であり、ウェッダーバーンが議員を辞任した5月9日の夜に野党の晩餐会が行われると、ジョージ・キャヴェンディッシュ卿が乾杯のあいさつに「チルターン・ハンドレッズ執事」と述べたほか、ウィリアム・ベックフォードとバーロウ・トレコシックがウェッダーバーンをロンドン名誉市民に叙した。

### 法務次官
議員に返り咲いた後、1770年に成立したノース内閣にははじめ野党の立場だったが、グレンヴィルが同年に死去すると、ほかのグレンヴィル派議員とともに内閣との交渉に成功、1771年1月25日に法曹界における政敵エドワード・サーローの後任として法務次官に就任、シャーロット王妃の法務長官にも任命された。『英国人名事典』がこの時期の内閣に重大な方針転換はなく、この豹変に正当な理由はないと評したように、この行動について歴史家からの評価は低かったが、『英国議会史』はウェッダーバーンのように、議会を法曹界における昇進の手段とみなすことが18世紀イギリスの弁護士の常であると評した。
与党に転じた後も友人関係を重視し、1773年にクライヴが庶民院で批判されたときは彼を擁護した。クライヴも1774年イギリス総選挙においてオークハンプトン選挙区でウェッダーバーンを当選させた。この総選挙ではキャッスル・ライジング選挙区でも当選したが、オークハンプトンの代表として議員を務めることを選択した。
米州の13植民地をめぐり、ウェッダーバーンはイギリスの主張の正当性を強く信じ、1775年2月にはエドマンド・バークの演説に対し「今決めるべきことには貿易と工業より重要なものがある」と反論したが、アメリカ独立戦争を戦い抜くより和解を目指すべきだと主張した。

### 法務長官
戦況が悪くなるにつれ、内閣の情勢も不利になったため、ウェッダーバーンはこれを好機と捉えて利用した。1778年3月にサーローの大法官任命が内定されると、ウェッダーバーンは首相ノース卿に自身の叙爵と庶民間訴訟裁判所主席裁判官任命を約束させたが、5月になるとノース卿が後悔し、議員と兼任できる官職への任命をちらつかせて先の約束を取り消した。ウェッダーバーンが約束の取り消しに同意したことで、ジョージ3世の心象がよくなり、ノース卿もウェッダーバーンを「これほど個人の利益と意見を犠牲にして、公共奉仕できる人をほかに知らない」と賞賛した。その後、年金、官職の復帰権（reversion、現職の退任後に就任する権利）、庶民院議長、Master of the Rolls、ランカスター公領大臣が提案されたが、いずれも拒否され、最終的には1778年6月に法務長官への昇進で決着した。ただし、これはウェッダーバーンが戦争中に問題をこれ以上長引かせたくないとして譲歩した結果であり、彼は1779年には再度庶民間訴訟裁判所主席裁判官への任命と叙爵を主張するになった。
1779年3月7日に閣内の後援者である第12代サフォーク伯爵ヘンリー・ハワードが死去すると、ウェッダーバーンは内閣が崩壊寸前だと恐怖して、初代ヒルズバラ伯爵ウィルズ・ヒルの南部担当国務大臣就任に反対してノース卿への圧力を強めた。同年6月にはヘンリー・ダンダスが「ウェッダーバーンは主張が通らなければ倒閣するつもりだ」と述べるに至り、10月にはウェッダーバーンがノース卿と直接話すことを拒否するようになった。ウェッダーバーンは「どちらにしても、法務長官に留任するつもりはない」と述べ、ノース卿もジョージ3世に対し首相辞任をちらつかせたが、ジョージ3世はウェッダーバーンの任命に頑なに反対した。11月にはジョージ3世がウェッダーバーンと直接話して彼を落ち着かせた。『英国議会史』はこの混乱について、「この時期の国王と閣僚の書信を読む限り、イギリスが大戦争の最中で危機に陥り、アメリカのほかにアイルランドでも反乱寸前であるとは信じられない」、「ノース卿と国王が閣僚の不満や妬み嫉みの対処に専念しているように見える」とし、ウェッダーバーンの行動を「お天気屋で気難しい人」のそれだと評した。

### 庶民間訴訟裁判所主席裁判官
1780年6月9日に枢密顧問官、14日に庶民間訴訟裁判所主席裁判官に任命された。同日にグレートブリテン貴族であるレスター州ラフバラにおけるラフバラ男爵に叙され、19日に貴族院議員に就任した。同年にシャーロット王妃の法務長官から退任した。ノース卿はウェッダーバーンを庶民院にとどまらせようとしたが、ウェッダーバーンは任命に伴う叙爵の前例を引き合いにして反論、結局ウェッダーバーンの意見が通った。
1781年10月11日、ダブリン大学からLL.D.の名誉学位を授与された。
1782年に野党フォックス派に転じ、1783年のフォックス＝ノース連立内閣で大法官が委員会制になったときは首席委員を務めた。しかし連立内閣が倒れ、小ピットが組閣したため、大法官への正式就任の野望は一時潰えた。
1787年12月6日、王立協会フェローとロンドン考古協会フェローに選出された。

### 大法官

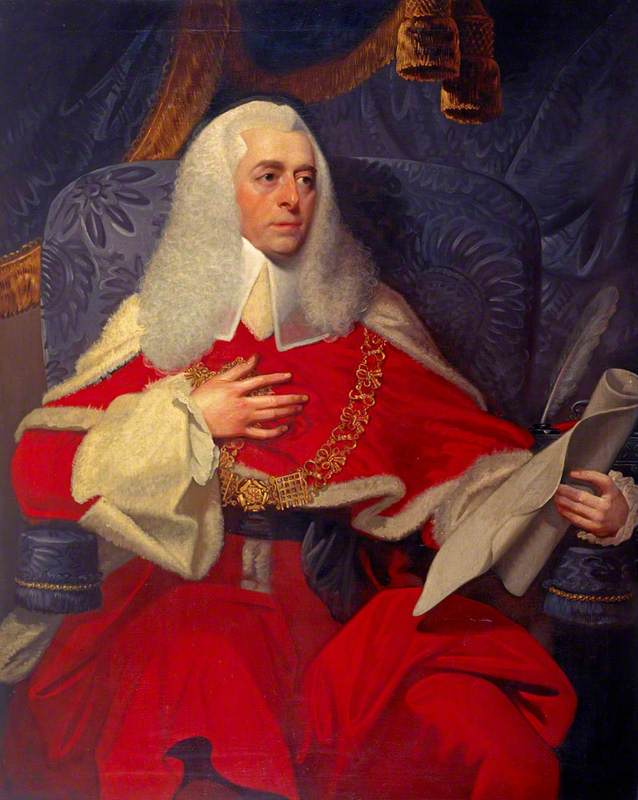
マザー・ブラウンによる肖像画、1791年ごろ。

1789年にフランス革命、1792年にフランス革命戦争が勃発すると、ラフバラ男爵は与党への転身を模索し、閣僚で同じくスコットランド出身のヘンリー・ダンダスを仲介に小ピットと交渉した。1792年6月にサーローが大法官を解任されると、大法官職は再び委員会制になり、ラフバラ男爵はフランス革命戦争を口実に転身と自身の大法官への野心を正当化した。そして、交渉は成功し、ラフバラ男爵は1793年1月28日に大法官に就任した。
大法官に就任したラフバラ男爵はサーローと同じく、ジョージ3世の閣内での代表を自認した。この時期にはフランス革命がイギリスにも伝播し、ラフバラ男爵は断固としてこれに対抗した。具体的にはイギリス国内で革命を扇動した人物を扇動罪で起訴し、これによりイギリスが革命の波に飲まれることを防いだが、同時にラフバラ男爵を不人気にした。
1795年10月31日、グレートブリテン貴族であるサリー州ラフバラにおけるラフバラ男爵に叙された。この爵位には特別残余権（special remainder）が定められており、初代男爵の男系男子が断絶した場合、初代男爵の姉妹ジャネットの息子ジェームズとジョンが爵位を継承できるとした。また、爵位名の「サリー州における」は1780年に創設された男爵位と区別するための呼称であり、ラフバラは実際には1780年の創設通り、レスター州にある。
閣僚としてのラフバラ男爵はほかの閣僚と相談せずに、閣議の内容についてジョージ3世と議論する傾向があり、『オックスフォード英国人名事典』はこれがラフバラ男爵失脚の理由を作ったと指摘した。グレートブリテン王国とアイルランド王国の合同が討議されたとき、小ピットはカトリック解放を合同と同時に行うことを提案したが、ラフバラ男爵は不用意にもジョージ3世に対し、カトリック解放を許可することが戴冠式宣誓の内容に反する可能性を指摘した。これにより小ピット内閣はカトリック解放をめぐり1801年3月に罷免され、ラフバラ男爵も4月14日に辞任を余儀なくされた。

### 晩年
ラフバラ男爵は辞任した後も閣議に出席し、ついには小ピットの後任ヘンリー・アディントンに追い出された。1801年4月21日、連合王国貴族であるロスリン伯爵に叙された。この爵位には1795年創設のラフバラ男爵位と同様の特別残余権が規定された。ウェッダーバーンは爵位名の由来となったロスリン城を所有しておらず、ロスリン城は特別残余権で指名されていた甥ジェームズ（のちの第2代ロスリン伯爵）が所有した。
大法官の退任以降、貴族院の弁論にほとんど関与しなくなり、ウィンザー近郊で購入したヴィラで日々を過ごした。1801年から1805年まで大英博物館理事を務めた。
瘻孔により手術を受けた数日後の1805年1月2日、バッキンガムシャーのストーク・ポージズにある自宅ベイリス（Baylis）で死去、12日にロンドンのセント・ポール大聖堂に埋葬された。1780年創設のラフバラ男爵位は廃絶、それ以外の爵位は特別残余権に基づき姉妹の息子にあたるジェームズ・シンクレア＝アースキンが継承した。

## 評価
裁判所においても、議会においても雄弁者と評価されたが、ウェッダーバーンを偉大な法律家と評する人物はいない。もっとも、『オックスフォード英国人名事典』はウェッダーバーンが裁判官を20年以上勤め、その間に（裁判官としての）評判を落とすようなことがなかったと指摘した。
政界では盟友を裏切ることが多く、評価が低かったが、『オックスフォード英国人名事典』はウェッダーバーンの忠義が国王ジョージ3世にのみ向かっているとし、最愛の姉妹ジャネットの息子に爵位を残したことから家族にも忠実であると評した。

## 家族
1767年12月31日、ベティー・アン・ドーソン（Betty Anne Dawson、1745年ごろ – 1781年2月15日、ジョン・ドーソンの娘）と結婚したが、2人の間に子供はいなかった。
1782年9月12日、シャーロット・コートネイ（Charlotte Courtenay、1751年1月20日 – 1826年5月23日埋葬、初代コートネイ子爵ウィリアム・コートネイの娘）と再婚したが、2人の間には夭折した1男しかもうけなかった。
- ウィリアム[1]（1793年10月2日 – ?） - 夭折[2]

## 関連図書
- Courtney, William Prideaux (1911). "Rosslyn, Alexander Wedderburn, 1st Earl of" . In Chisholm, Hugh (ed.). Encyclopædia Britannica (英語). Vol. 23 (11th ed.). Cambridge University Press. p. 753.